# Dominick John Lagonegro
Dominick John Lagonegro (6. ožujka 1943.) američki je prelat Katoličke Crkve. Služio je kao pomoćni njujorški biskup od 2001. do 2018. godine.
Lagonegra je 30. listopada 2001. imenovao pomoćnim biskupom njujorške nadbiskupije i naslovnim modruškim biskupom papa Ivan Pavao II. Biskupsko posvećenje primio je od kardinala Edwarda Egana, s biskupima Henryjem Mansellom i Robertom Brucatom koji su služili kao suposvetitelji. Izabrao je kao svoje biskupsko geslo: Christus Primus, što znači "Krist prvi".